# Carla Barros
Carla Maria Gomes Barros (8 de fevereiro de 1980) é uma deputada e política portuguesa. Ela é deputada à Assembleia da República na XVI legislatura pelo Partido Social Democrata. Possui uma licenciatura em Gestão de Recursos Humanos (em Administração Pública).